# Крылосово
Крылосово — деревня в муниципальном округе Первоуральск Свердловской области России.

## География
Крылосово расположено на левом берегу реки Чусовой, в устье левого притока — реки Черемши, в 16 километрах (по автодороге в 21 километре) к западу-северо-западу от города Первоуральска. В окрестностях проходит автодорога Первоуральск — Шаля и станция Бойцы Свердловской железной дороги. В окрестностях деревни, на реке Чусовой, расположены камни Висячий, Верхний и Нижний Зайчики.

## История
Деревня была основана в 1681 году для устройства на реке Чусовой пристани и перевоза через реку проезжающих по Сибирскому тракту. Первопоселенцами были жители деревни Крылосовой Кунгурского уезда Пермской губернии. Перевопоселенцы перебрались на новое место после большого пожара, полностью уничтожившего их родную деревню. В 1935 году был запущен известковый завод.

## Население
| 2002 | 2010 |
| ---- | ---- |
| 1021 | ↘995 |